# Birthamula
Birthamula är ett släkte av fjärilar. Birthamula ingår i familjen snigelspinnare.
Kladogram enligt Catalogue of Life:
| Birthamula | \| \| Birthamula chara \| \| \| \| \| \| Birthamula diffusa \| \| \| \| \| \| Birthamula nigroapicalis \| \| \| \| |
|            | \| \| Birthamula chara \| \| \| \| \| \| Birthamula diffusa \| \| \| \| \| \| Birthamula nigroapicalis \| \| \| \| |
|            | Birthamula chara                                                                                                   |
|            | |
|            | Birthamula diffusa                                                                                                 |
|            | |
|            | Birthamula nigroapicalis                                                                                           |
|            | |